# Edward George Hudson Oliver
Edward (Ted) George Hudson Oliver (* 1938) je jihoafrický botanik a autor odborných publikací. Je celosvětově uznávaným odborníkem na čeleď vřesovcovité (Ericaceae) a podčeleď Ericoideae.

## Vzdělání a kariéra
Oliver se narodil 14. října 1938 v Rondeboschi, jižním předměstí Kapského Města. Vzdělání získal na diecézní vysoké škole mezi lety 1947 a 1957. Na Univerzitě v Kapském Městě pak získal magisterský titul a doktorát z botaniky.
V letech 1946–1966 byl kurátorem Státního herbáře ve Stellenboschi a mezi lety 1967–1996 byl jihoafrickým botanikem v Královských botanických zahradách v Kew, Londýn.
V roce 1970 se vrátil do Jižní Afriky a do roku 1976 pracoval jako výzkumný pracovník taxonomie ve Stellenboschi. Poté se přestěhoval do Pretorie a do roku 1982 se ujal funkce kurátora Národního herbáře
V roce 1982 se vrátil do Stellenbosche a znovu přijal post výzkumného pracovníka taxonomie. V letech 1984 až 1996 byl jmenován kurátorem Státního herbáře ve Stellenboschi. Poté se přestěhoval do Kirstenbosche a byl jmenován výzkumným pracovníkem taxonomie v Compton Herbariu Národního botanického institutu v Kirstenboschi, kde působil do roku 2006.

### Ocenění
- Předseda Jihoafrické národní botanické společnosti, (do důchodu r. 2013)[zdroj?]
- Čestný doživotní člen Národní botanické společnosti Jihoafrické republiky[zdroj?]
- Čestné členství v British Heather Society[zdroj?]
- Zlatá medaile Molteno 2009 (Cape Tercentenary Foundation) za zásluhy o životní prostředí[2]
- v roce 1961 H. A. Baker objevil druh Erica oliveri pojmenoval ho po Oliverovi[[1]

### Vybraná díla
Oliver publikoval více než 100 článků v různých botanických časopisech. Tři z jeho příspěvků jsou:
- Hunting for Ericas in Madagascar, Yearbook of The Heather Society, sv. 8 (2011)
- Ericas in Mauritius, home of the dodo, Yearbook of The Heather Society, vol 11 (2014)
- Looking for Spanish heathers, Yearbook of The Heather Society, vol 12 (2015)

Tři z knih, u kterých je spoluautorem:
- Ericas in Southern Africa, H. A. Baker, F. Anderson, I. von Below, E. G. H. Oliver (1967, 1992)
- Ericas of South Africa, D. Schumann, G. Kirsten, E. G. H. Oliver (1992)
- Field guide to the Ericas of the Cape Peninsula, E. G. H. Oliver, I. M. Oliver (2000)

Tři z druhů, které popsal:
- Erica ignita[3]
- Erica roseoloba[4]
- Erica saptouensis[5]

Při uvádění názvů Oliverem objevených botanických druhů se užívá standardní autorská zkratka E.G.H.Oliv.

## Osobní život
Edward Oliver byl ženatý s Inge M. Oliverovou (rozená Nitzscheová). Měli syna a dvě dcery. Oliver má rád zahradnictví, turistiku a klasickou hudbu. Jeho oblíbeným citátem je „Ex Africa semper aliquid novi“ (Něco nového je vždy z Afriky).